# Juhani Korte
Martti Juhani Korte, född 4 mars 1961 i Jyväskylä landskommun, Finland, är en finländsk präst, den fyrtioförsta kyrkoherden i Lojo församling och kontraktsprost i Lojo prosteri. Korte är utexaminerad från Helsingfors universitet som magister i teologi år 1989.

## Biografi
Martti Juhani Korte föddes den 4 mars 1961 i Jyväskylä landskommun i Finland. Korte avlade studenten i Anjalankoski och utexaminerades från Helsingfors universitet 1989. Korte bor i Högfors med sin familj.
Juhani Korte jobbade som kyrkoherde i Högfors församling mellan 1998 och 2011. I 22 år jobbade Korte som präst i Högfors. År 2011 valdes Korte som kyrkoherde i Lojo församling. Korte har också jobbat som kontraktsprost i Lojo prosteri sedan år 2010.
År 2014 utnämnde Sauli Niinistö Korte till riddare av första klassen av Finlands Vita Ros' orden.